# Aotus nancymaae
Aotus nancymaae là một loài động vật có vú trong họ Aotidae, bộ Linh trưởng. Loài này được Hershkovitz mô tả năm 1983.